# Esteve Bonell i Costa
Esteve Bonell i Costa (Banyoles, Girona; 1942) és un arquitecte català, Premi d'Arquitectura Contemporània Mies van der Rohe.

## Biografia
Es va col·legiar el 1971 i va exercir la docència al Col·legi Oficial d'Arquitectes de Catalunya el 1972. Ha treballat amb Francesc Rius, també Premi Van der Rohe, i amb Josep Maria Gil. Té a Barcelona el seu estudi professional.

## Edificis notables
Edificis notables:
- Edifici Fregoli
- Velòdrom d'Horta, a Barcelona
- Pavelló Olímpic de Badalona
- Restauració de l'Edifici Jaume I[2]
- Palau de justícia de Girona (1992)
- Hotel Citadines, Barcelona
- Edifici de la Junta de Galícia, a Vigo
- Centre d'assistència sanitària de Molins del Rei
- Edificis d'habitatges a la Vila Olímpica de Barcelona
- Hospital de la Santa Creu i Sant Pau.[3]
- Centre Penitenciari Brians 1[4]

## Galeria d'imatges

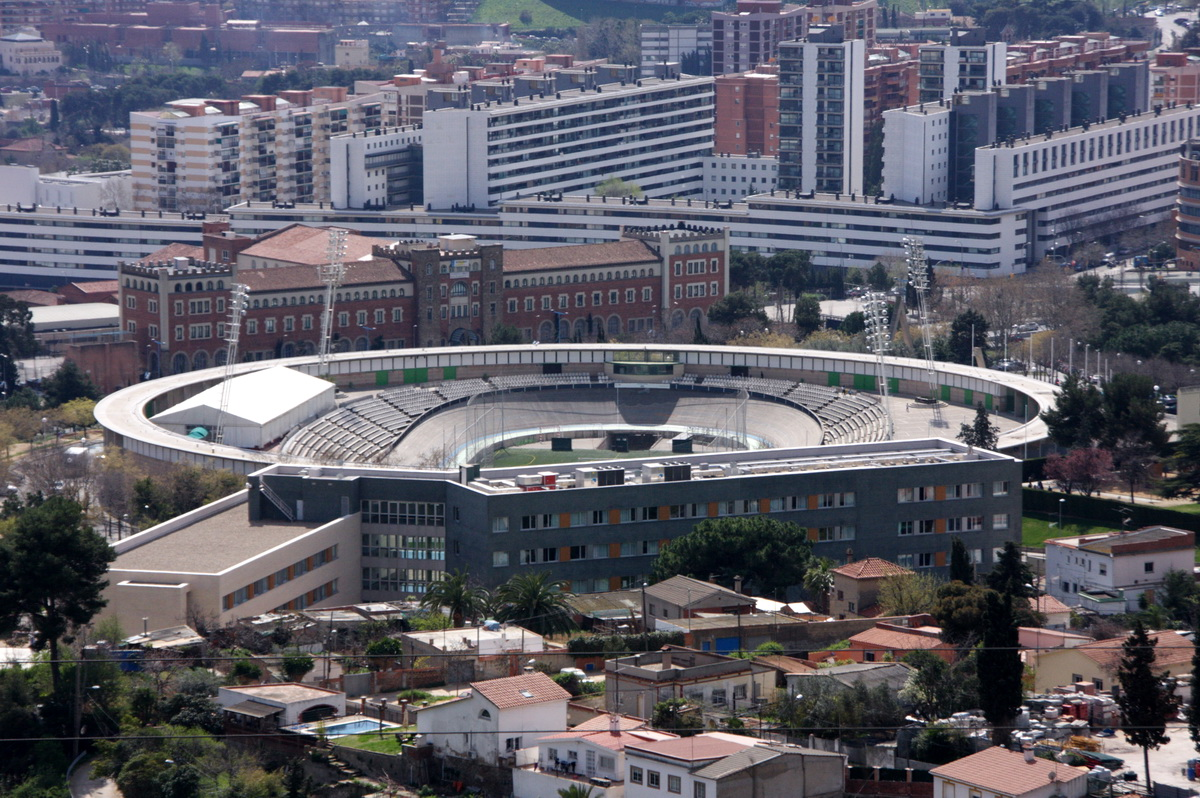
Velòdrom d'Horta
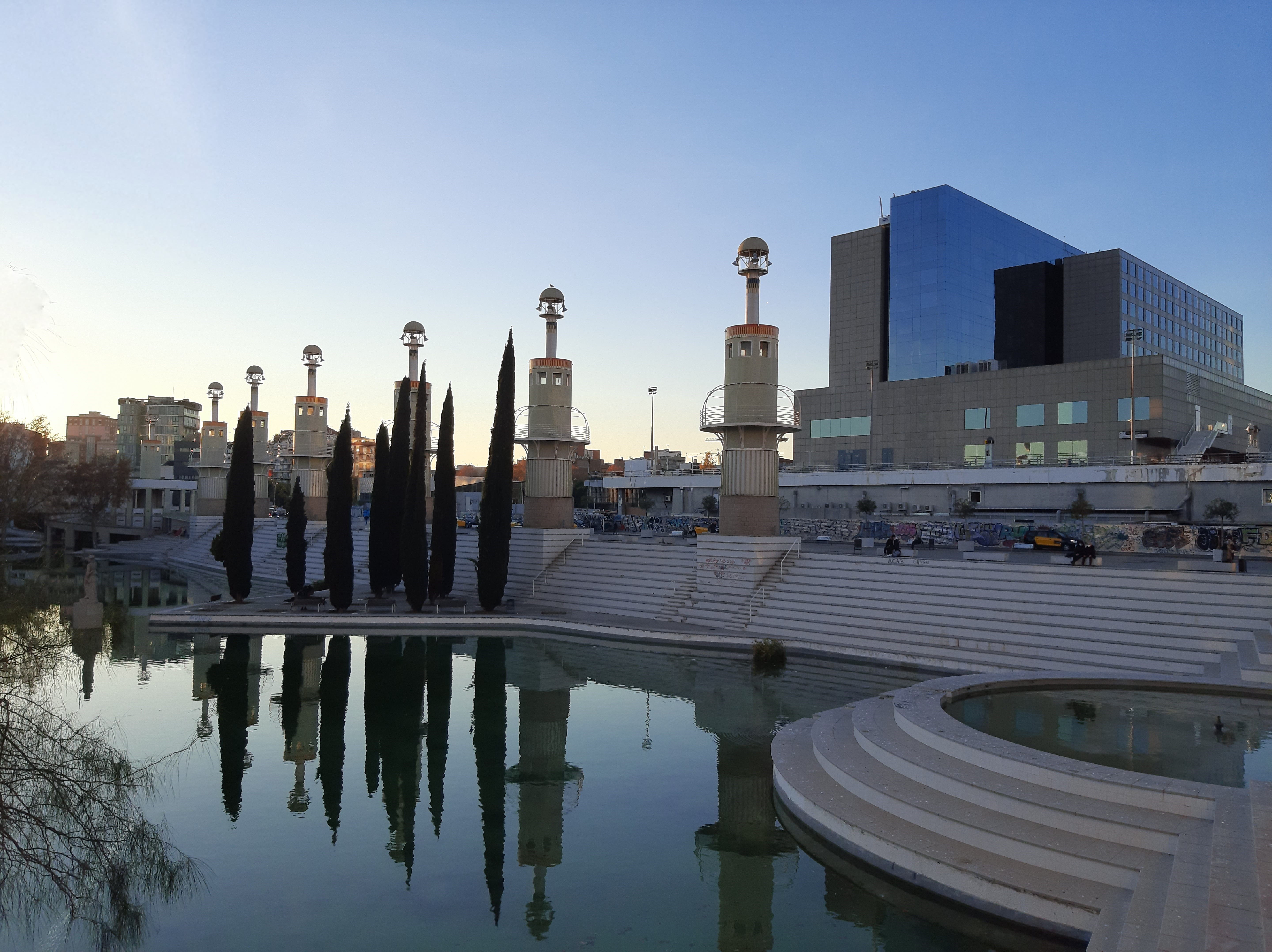
Parc de l'Espanya Industrial
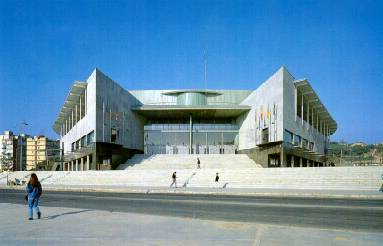
Pavelló Olímpic de Badalona
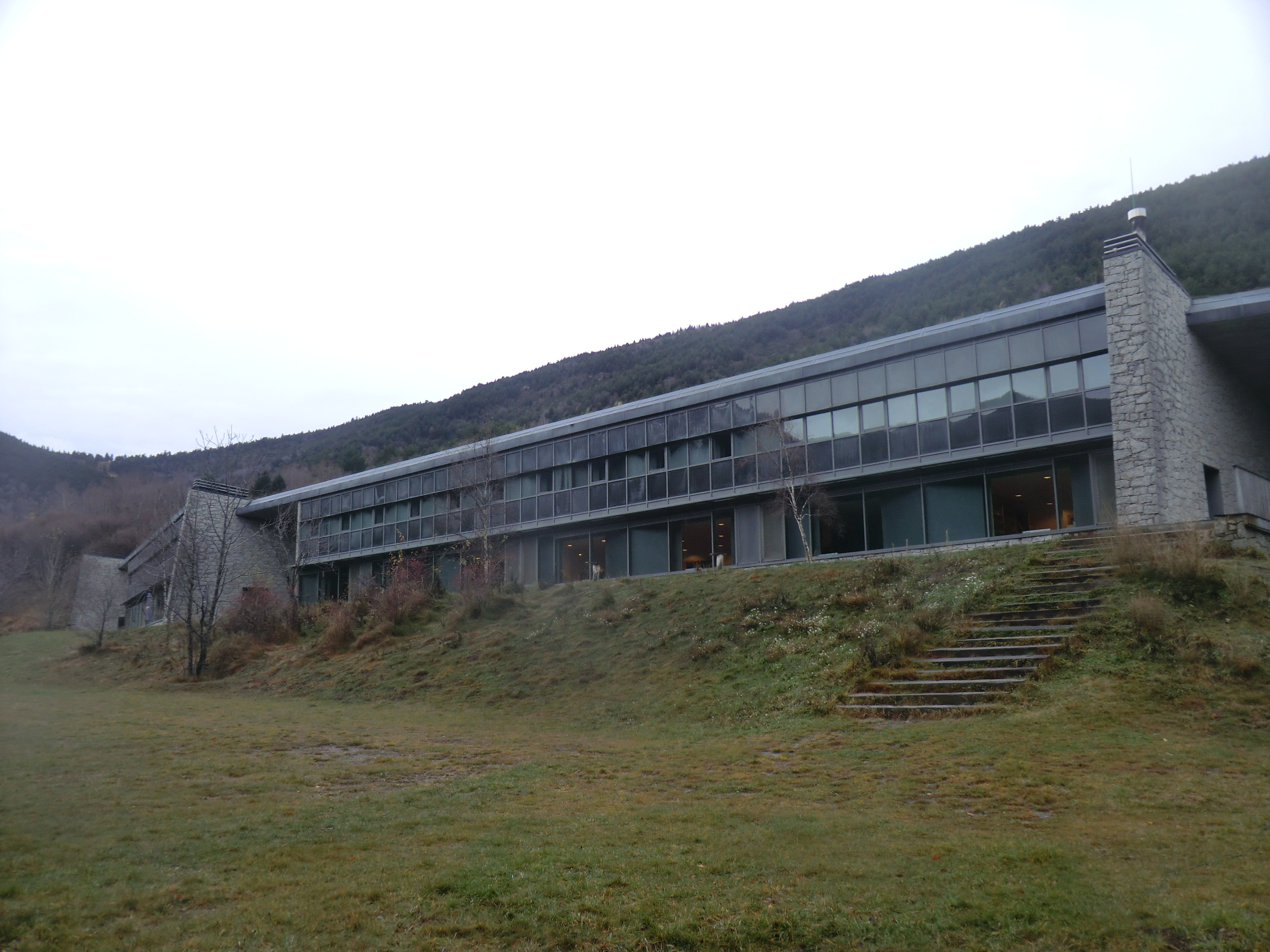
MónNatura Pirineus

## Premis
- Premi FAD (1975), per l'Edifici Fregoli
- Premi FAD (1985), pel Velòdrom d'Horta
- Premi Ciutat de Barcelona, per l'Hotel Citadines
- Premi Ciutat de Barcelona, per la restauració de l'Edifici Jaume I
- Premi d'Arquitectura Contemporània Mies van der Rohe (1992), pel Pavelló Olímpic de Badalona[5]